# NGC 2150
NGC 2150 је спирална галаксија у сазвежђу Златна риба која се налази на NGC листи објеката дубоког неба.
Деклинација објекта је - 69° 33' 39" а ректасцензија 5h 55m 46,4s. Привидна величина (магнитуда) објекта NGC 2150 износи 13,2 а фотографска магнитуда 14,0. NGC 2150 је још познат и под ознакама ESO 57-55, IRAS 05562-6933, PGC 18097.